# カスティリオーネ・イン・テヴェリーナ
カスティリオーネ・イン・テヴェリーナ（伊: Castiglione in Teverina）は、イタリア共和国ラツィオ州ヴィテルボ県にある、人口約2,300人の基礎自治体（コムーネ）。

## 地理

### 位置・広がり
ヴィテルボ県のコムーネ。県都ヴィテルボから北北東へ27kmの距離にある。

#### 隣接コムーネ
隣接するコムーネは以下の通り。括弧内のTRはテルニ県所属を示す。
- バニョレージョ
- チヴィテッラ・ダリアーノ
- ルビリアーノ
- オルヴィエート (TR)

### 気候分類・地震分類
カスティリオーネ・イン・テヴェリーナにおけるイタリアの気候分類 (it) および度日は、zona D, 1826 GGである。
また、イタリアの地震リスク階級 (it) では、zona 2B (sismicità media) に分類される。

## 文化・観光
「スローシティ」加盟都市である。